# Hiromantika
Hiromantika (tudi hiromantija) je napovedovanje usode iz črt na dlani. Branje z dlani lahko najdemo po vsem svetu v različnih variacijah. Hiromantika je na splošno označena kot psevdoznanost.